# Salih Gourdji
Salih Gourdji (appelé aussi « Prince Sabahaddin » car il avait rang de pacha), né en 1883 à Constantinople et mort le 9 février 1927 à Neuilly-sur-Marne, est un journaliste de l'Empire ottoman.
Il fonde, en 1911, la première agence de presse indépendante de son pays, l'Agence télégraphique ottomane, annexée ensuite par l'Agence Anadolu.

## Biographie
Salih Gourdji est issu de l'une des cinq cents familles juives séfarades de Turquie converties à l'islam au XVIIe siècle. Il fait des études de droit à Paris, où il rencontre de nombreuses personnes dans les milieux intellectuels et diplomatiques et participe au mouvement Jeunes-Turcs, parti politique et révolutionnaire qui souhaite restaurer la Constitution ottomane de 1876. Le quotidien Le Temps, dans son édition du 23 août 1908, mentionne la parution du premier numéro du bimensuel Turquie nouvelle pour lequel un grand manifeste est signé par l'un des chefs du mouvement jeunes-turcs, Salih bey Gourdji. Sa délégation est reçue par Georges Clemenceau.
Le 7 novembre 1908, Salih Gourdji organise une réunion auprès d'intimes pour annoncer ses fiançailles avec Mlle Elda Farragi (parfois orthographié : Faragi), née à Salonique, fille d'un médecin-major, colonel dans l'armée turque. Il l'épouse à la mairie du 8e arrondissement.
Rentré à Constantinople, il fonde en 1909 l'« Agence télégraphique ottomane », peu après la révolution du 24 juillet 1908, dans un pays où les informations sont essentiellement fournies par l'Agence Havas française et l'Agence Constantinople autrichienne. Partisan d'une ligne libérale, il n'en est pas moins membre du Comité Union et Progrès, qui représente la tendance la plus proche du jacobinisme au sein des Jeunes-Turcs. Le débat oppose alors les unionistes (homologues des jacobins français), qui souhaitent un empire centralisé et unitaire, et les fédéralistes, qui veulent un empire fédéral afin d’assurer le ralliement des minorités à la citoyenneté ottomane. Selon un document du Quai d'Orsay, Salih Gourdji a été candidat à la « Chambre ottomane » pour représenter cette tendance du mouvement Jeunes-Turcs. La Russie suit de très près le mouvement, et Arthur Raffalovitch, l'attaché commercial de Russie en France, l'a en particulier invité à faire des conférences à son sujet en 1911.
En 1911, il refonde à Constantinople cette Agence télégraphique ottomane, dont il est le président et le propriétaire, et qui sera remplacée en 1914 par l'Agence nationale ottomane. Dès le début des hostilités de la Première Guerre mondiale, il doit fuir la Turquie pour cause d'idées libertaires et d'opposition à l'alliance avec l'Allemagne et d'une menace d'assassinat,. Il est contraint à l'exil à Genève pour avoir refusé de mettre son agence de presse au service des Allemands, alors maîtres de la Turquie, et de leur Agence Continentale.
Les registres des permis de séjour de Lausanne indiquent la présence du couple : Salih Gurdji-Tova, né en 1883 à Bagdad, originaire de Turquie, d'Elda Faraggi, née le 17 septembre 1882 à Salonique, et de leur fille, Djénane dite « Douce », née le 7 septembre 1910. Durant leur séjour, du 10 décembre 1915 au 1er janvier 1917, naquit une seconde fille, France Léa (Françoise Giroud) le 21 septembre 1916.
Il embarque pour les États-Unis en 1917 et tente de se faire enrôler dans l'armée américaine, qui le refuse en raison de son âge. La presse intellectuelle de l'époque montre qu'il est bien accueilli par des cercles d'étudiants, d'enseignants et d'exilés aux États-Unis. Il aurait ensuite mené diverses missions pour les services spéciaux alliés, puis meurt précocement de la syphilis le 9 février 1927 à l'hôpital de Ville-Évrard de Neuilly-sur-Marne, où il était interné depuis deux ans. Après avoir été enterré au cimetière du Père-Lachaise, il repose finalement au cimetière d'Oiron (Deux-Sèvres) avec sa femme Elda et son petit-fils Alain-Pierre Danis,.
Après la guerre, en octobre 1922, son Agence télégraphique ottomane s'allie avec les agences de presse Havas et Reuters. Mais l'Agence Anadolu, qui a succédé au « bureau de presse kémaliste » créé en 1920 par Mustafa Kemal Atatürk, reprend l'agence, par un contrat d'octobre 1923, au moment où Mustafa Kemal expulse les occidentaux du pays.

## Source et références
Source
- (en + tr + fr) Tarih İncelemeleri Dergisi (Journal d'études d'histoire), 1912 Seçi̇mleri̇nde musevi̇ cemaati̇’nden i̇tti̇hatçi mebus adayi Sali̇h b. Gürci̇ ve seçi̇m beyannâmesi̇ : Salih Tunç [« Aux élections de 1912, le candidat des députés religieux de la communauté juive, Sali̇h b. Gürci̇ et la déclaration électorale »], t. XXVIII, Ankara, Réseau universitaire et centre d'information turc (en), 6 janvier 2014, 37 p., 16,5 × 24 cm (lire en ligne [PDF]), p. 2 et 35. .

Références
1. ↑  Thierry Noël-Guitelm, « Djénane Chappat, dite Douce », sur ajpn.org, 7 septembre 2020 (consulté le 14 mars 2021).
2. 1 2  Roger Rosset, « Nouvelles du Cercle no 49 : Compléments sur Françoise Giroud » [PDF], sur Cercle vaudois de généalogie, 10 juillet 2003 (consulté le 13 mars 2021), p. 6 sur 8.
3. ↑  Acte de décès (avec âge et lieu de naissance) à Neuilly-sur-Marne, n° 67, vue 16/115.
4. 1 2  Jean-Louis Beaucarnot, « Les origines mal connues de Françoise Giroud », sur La Revue française de généalogie, 21 septembre 2016 (consulté le 13 mars 2021).
5. 1 2 3  Sandrine Dauphin, « notice Françoise Giroud [dite, France Gourdgi] », sur Le Maitron, 5 juillet 2010 (consulté le 13 mars 2021).
6. ↑  « Le Temps no 17225 : Nouvelles diverses », sur Gallica, 23 août 1908 (consulté le 13 mars 2021).
7. ↑  Mélanges offerts à Louis Bazin par ses disciples et ses amis, 1992, 353 p. (ISBN 978-2-296-27342-9, lire en ligne), p. 313.
8. ↑  [PDF] Une délégation jeune-turque à Paris, page 6 sur 29, publié le 27 mai 2015 par Paul Dumont sur le site ojs.lib.uom.gr (consulté le 12 mars 2021).
9. 1 2 3  Laure Adler, Françoise, Grasset, 2011
10. ↑  Tarih İncelemeleri Dergisi (Journal d'études d'histoire), 2014, p. 2.
11. ↑  (en) « Turk turns down hun "poison" coin », sur Newspapers.com, The Chronicle-Telegram Elyria (Ohio), 28 août 1918 (consulté le 13 mars 2021).
12. ↑  Jacques Ghémard, « Djenane Gourdji épouse Chappat / Sersiron », sur francaislibres.net, 22 avril 2020 (consulté le 14 mars 2021).
13. 1 2  Tarih İncelemeleri Dergisi (Journal d'études d'histoire), 2014, p. 4.
14. ↑  Françoise Giroud, Histoire d'une femme libre, 2013, 251 p. (ISBN 978-2-07-247392-0, lire en ligne).
15. ↑  Jacqueline Rémy, « Le roman d'une Parisienne », sur L'Express, 23 janvier 2003 (consulté le 14 mars 2021).
16. 1 2  Un siècle de chasse aux nouvelles : de l'Agence d'information Havas à l'Agence France-presse (1835-1957), par Pierre Frédérix – 1959, page 342.